# Всеволод Якимюк
Всеволод Якимюк (пол. Wsiewołod Jan Jakimiuk, фр. Jean Jakimiuk), (5 січня 1902, с. Кожино Більського повіту Підляського воєводства — вересень 1991, Париж) — польський авіаційний інженер, авіаконструктор.

## Походження
Всеволод Якимюк народився в с. Кожино Більського повіту (Північне Підляшшя) в сім'ї православного священника. У XIX столітті більшість населення Підляшшя і, зокрема Більського повіту, становили українці греко-католицького віросповідання. У 1874 році російська влада скасувала Берестейську унію й здійснила примусове навернення населення Підляшшя до православ'я.

## Освіта
Закінчивши в 1920 році гімназію у Вільні, він поступив в цьому ж місті до Віленського університету ім. Стефана Баторія. Після закінчення університету в 1925 році і отримання ступеня магістра з математики Якимюк деякий час працював учителем математики у віленських гімназіях.
1927 року поїхав до Франції для продовження освіти. Навчався у Вищій національній школі аеронавтики в Парижі, де в 1929 році отримав диплом авіаційного інженера, а в Сорбонському університеті — ступінь бакалавра в галузі загальної аеронавтики.

## Авіаконструкторська діяльність

### У Польщі
1930 року після повернення з Франції Всеволод Якимюк розпочав працю конструктора на державному авіаційному підприємстві PZL в групі під керівництвом Зигмунта Пулавського, яка проєктувала винищувач PZL P-11.
Після трагічної смерті Пулавського в березні 1931 року очолив конструкторську групу, яка продовжувала створювати серійні модифікації базових літаків PZL P-7 i PZL P-11: для польської авіації P-7a, P-11a, P-11c, P-11g; на експорт для Румунії P-11b i P-11f. На нових модифікаціях був встановлений потужніший двигун, видозмінене хвостове оперення, збільшена кількість кулеметів до чотирьох, зроблена просторіша кабіна пілота.
1931–1932 рр. керував модернізацією винищувачів PZL P-8/I i P-8/II, а в 1935 році опрацював на їх базі проєкт винищувача PZL P-28.
1933 року під його керівництвом був створений винищувач PZL P-24, яких у різних версіях P-24A, P-24B, P-24C, P-24E, P-24F, P-24G експортувався в Болгарію, Туреччину, Грецію.
Головним завданням, над яким працював В. Якимюк у передвоєнні роки, було створення одномоторного винищувача PZL-50 Jastrząb (Яструб), покликаного замінити застарілі винищувачі PZLP-11. Прототип його пройшов випробування в лютому 1939 року. Літак був схвалений до серійного виробництва, але  жоден серійний екземпляр не був закінчений до початку Другої світової війни.
На замовлення компанії LOT запроєктував пасажирський літак PZL.44 Wicher (Вихор), як аналог пасажирських літаків Douglas DC-2 і Lockheed L-10 Electra. Літак здійснив перший політ 13 листопада 1938 року і успішно пройшов експлуатаційні випробування в авіакомпанії. Проте, через початок війни в серійне виробництво не потрапив.
В 1935 році разом з інженером Tadeuszem Baudouin de Courtnay запатентував пристрій для керування кулеметом пілота.
Паралельно з конструкторською роботою у 1936–1938 рр. викладав опір матеріалів на кафедрі проф. М. Губера у Варшавській політехніці.

### Під час війни
1 вересня 1939 року був легко поранений уламком під час німецького бомбардування на заводі планерів.
З початком Другої світової війни разом з технічним персоналом підприємства PZL був евакуйований через Румунію до Франції, де у листопаді 1939 року став керівником команди польських інженерів на авіаційному заводі Societe Nationale des Constructions Aeronautiques — Sud Est (SNCA-SE) в Аржантей біля Парижа. Завданням його конструкційного бюро було модифікування бомбардувальника LeO-451 і винищувача SE-100.
Після поразки Франції Якимюк виїхав до Англії. В травні 1940 року він нав'язав контакт з керівництвом фірми «De Havilland», яке запропонувало йому посаду головного конструктора своєї канадської філії в Торонто. Влітку 1940 року виїхав до Канади, де отримав згоду на візи й позику на кошти для приїзду в Канаду 200 польських авіаційних інженерів і техніків, які склали кістяк конструкторського колективу підприємства.  Крім забезпечення серійного виробництва і модернізації літаків, Якимюк займався і перспективними розробками. Разом із колективом забезпечив виробництво ліцензійного тренувального літака Avro Anson (збудовано 352 екземпляри), пізніше сконструював дерев'яні крила для тренувального літака NA-66 Harvard II, щоб заощадити дефіцитний дюралюміній, корпус двигуна  Menasco до навчального літака  DH.82 Tiger Moth. 1942 року запустив у виробництво в Канаді суцільнодерев'яний багатоцільовий військовий літак De Havilland Mosquito (Комар) (випродуковано 1032 екземпляри різних модифікацій). Літак перебував на озброєнні Королівських Повітряних сил Великої Британії за часів Другої світової війни та у післявоєнний час.

### Повоєнний період
1945 року на замовлення британської військової авіації  разом з В. Стемпньовським спроєктував навчальний літак DHC-1 Chipmunk (Бурундук), перший політ якого відбувся 22 травня 1946 року. Було випродуковано 1292 екземпляри цього літака. 
У період 1946–1947 рр. брав участь у створенні малого транспортного літака короткого злету і посадки DHC-2 Beaver (Бобер), перший політ якого відбувся 16 липня 1947 року. До 1965 року було збудовано аж 1718 екземплярів літака. 
Якимюк виконав вступний проєкт багатоцільового середнього транспортного літака DHC-3 Otter, перший політ якого відбувся 21 грудня 1951 року, а збудовано було 448 екземплярів.
1948 року переїхав до Англії, де на підприємстві  De Havilland в Гартфілді опрацював палубний реактивний винищувач  DH-112 Sea Venom
(перший політ 27 березня 1953, збудовано 381 екземпляр в Англії і за ліцензією у Франції).
1951 року переїхав до Франції, де знову розпочав працю у фірмі SNCA-SE (Sud Est). Там спроєктував легкий реактивний винищувач SE-5000 Baroudeur (Авантюрист), який стартував з каретки, а приземлявся на три полози. 1 серпня 1953 року прототип винищувача вперше піднявся у небо. 1954 року був оголошений конкурс на новий винищувач-штурмовик для повітряних сил країн НАТО. Винищувач Якимюка програв конкуренцію, кращим винищувачем був визнаний італійський винищувач Fiat G.91. Після створення 5 прототипів SE-5000 конструкція дальше не розвивалася і програма  була закрита. Надалі Якимюк був консультантом при проектуванні реактивного пасажирського літака SE210 Caravelle (282 екземпляри).
Після злиття французьких авіаційних фірм в концерн Aérospatiale в 1962–1966 рр. став одним із п'яти директорів під час будови французько-британського надзвукового пасажирського літака Concorde (Злагода), який вперше піднявся в повітря 2 листопада 1969 року. Було збудовано 16 екземплярів цього вссвітньовідомого літака.
У період між 1966 і 1972 роками був президентом Французької авіакосмічної корпорації, яка представляла  Aerospatiale на Північну і Середню Америки.
1972 року вийшов на пенсію, залишаючись техніко-економічним консультантом Aerospatiale.

## Приватне життя
В Канаді називали його Джекі, у Франції вживав ім'я Жан. З першою дружиною розвівся ще до війни. Повторно одружився з француженкою.
Мав чудовий бас-баритон, любив співати для друзів оперні арії й народні пісні.
Помер відомий авіаконструктор Всеволод Якимюк у вересні 1991 року в Парижі, похований  на цвинтарі Saint-Ouen.

## Нагороди
Нагороджений польським Золотим Хрестом Заслуги (9 листопада 1932 року).

## Галерея

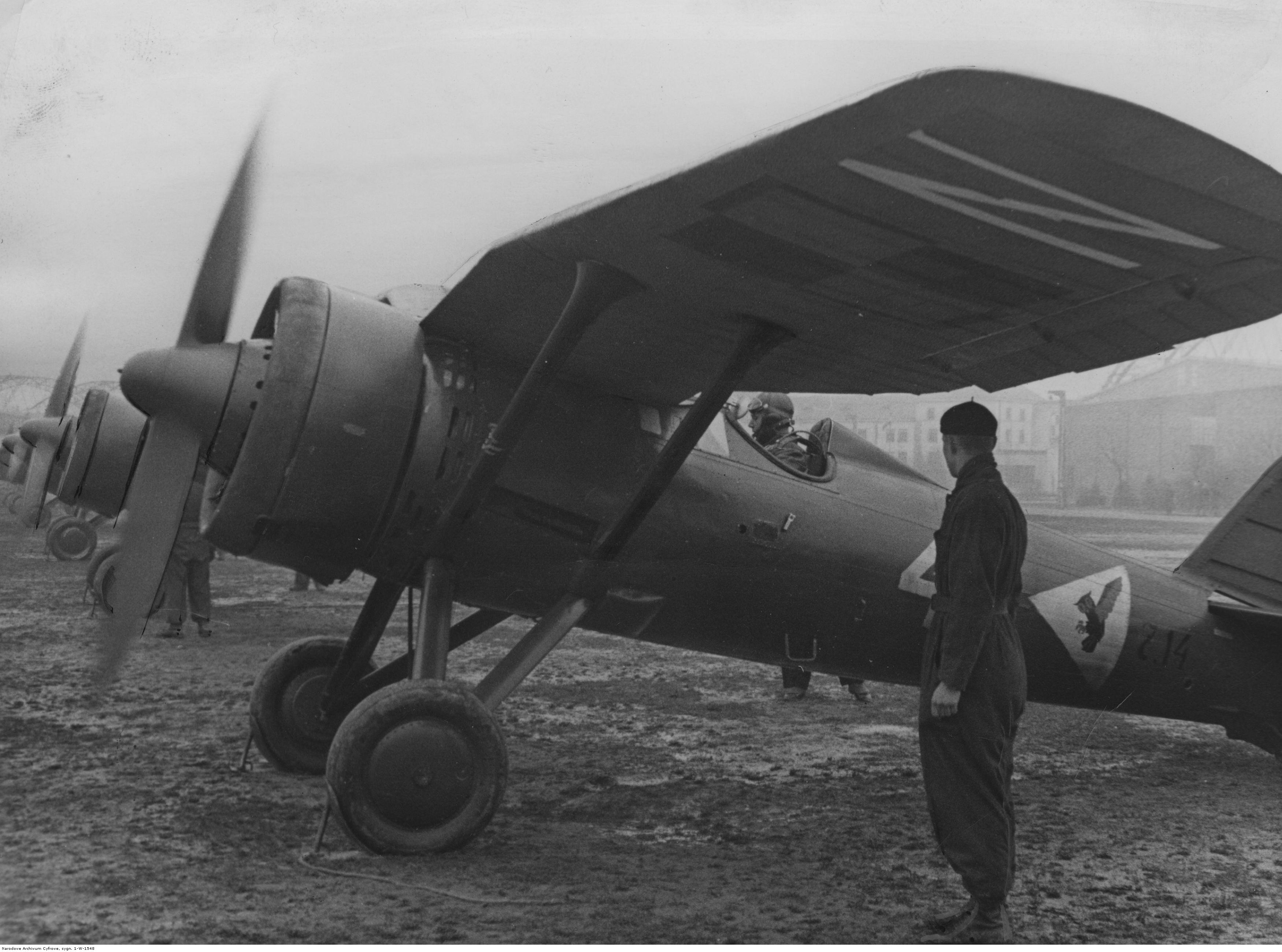
Винищувач PZL P.11a
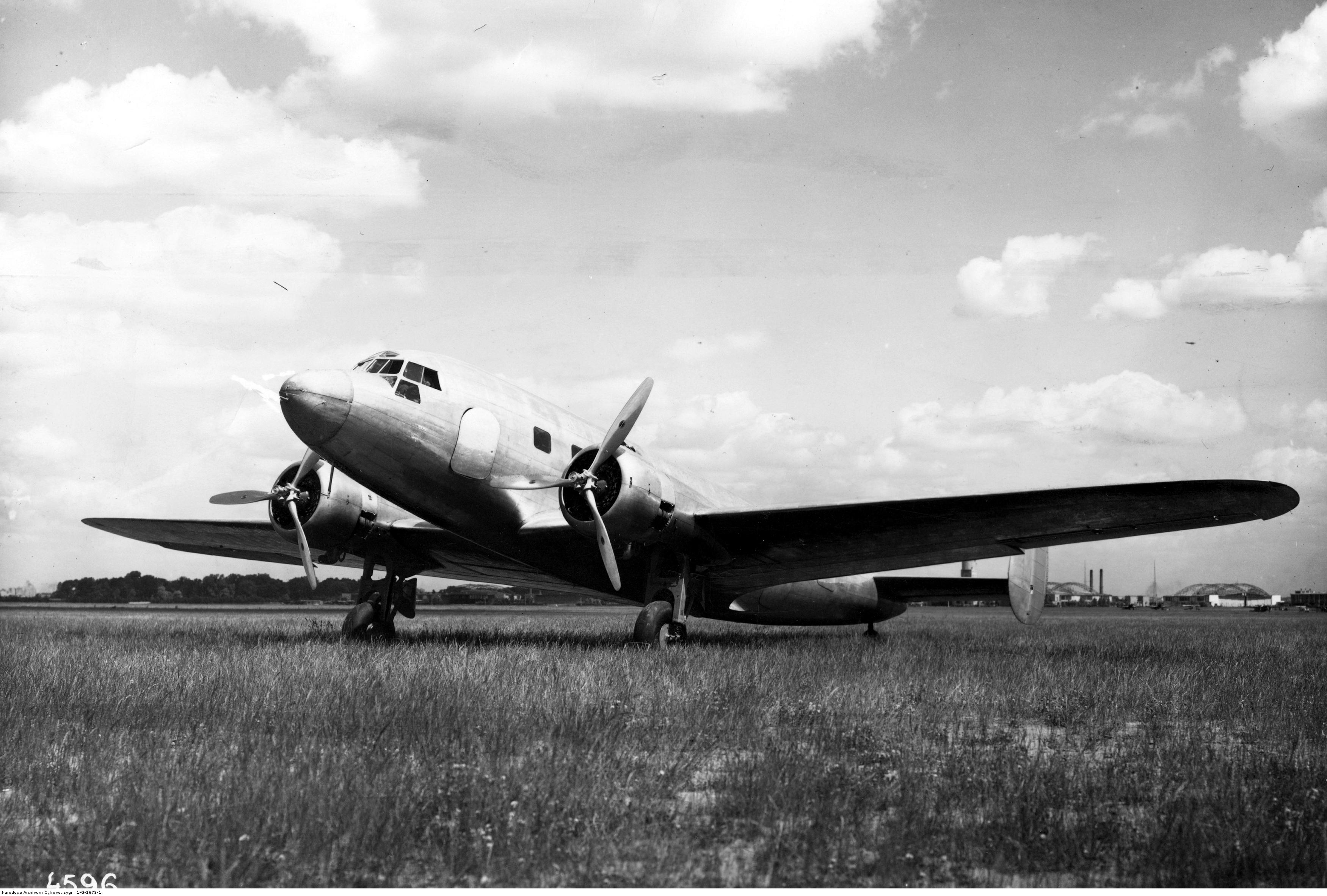
Пасажирський літак PZL.44 Wicher (Вихор)
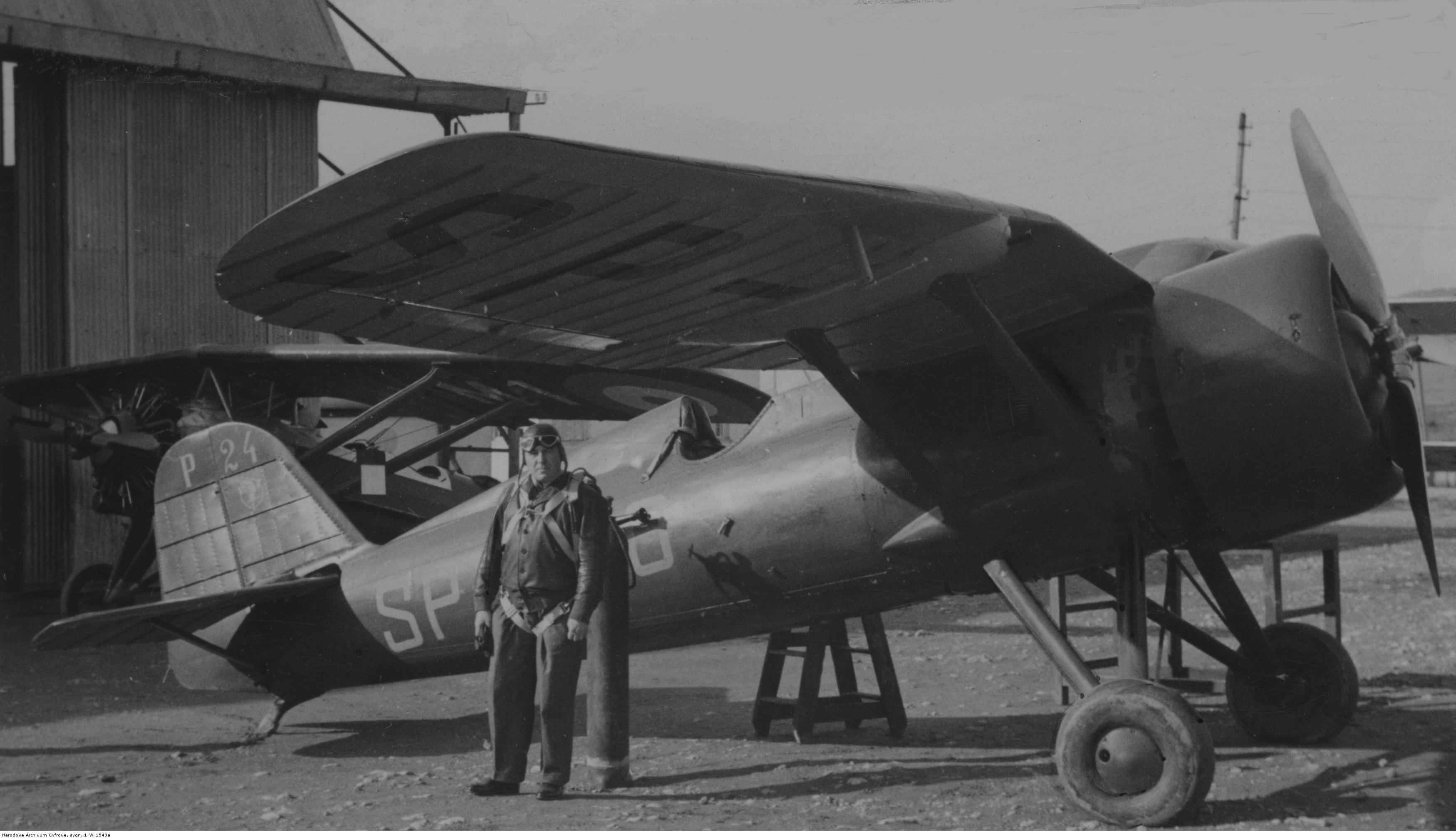
Винищувач PZL P.24
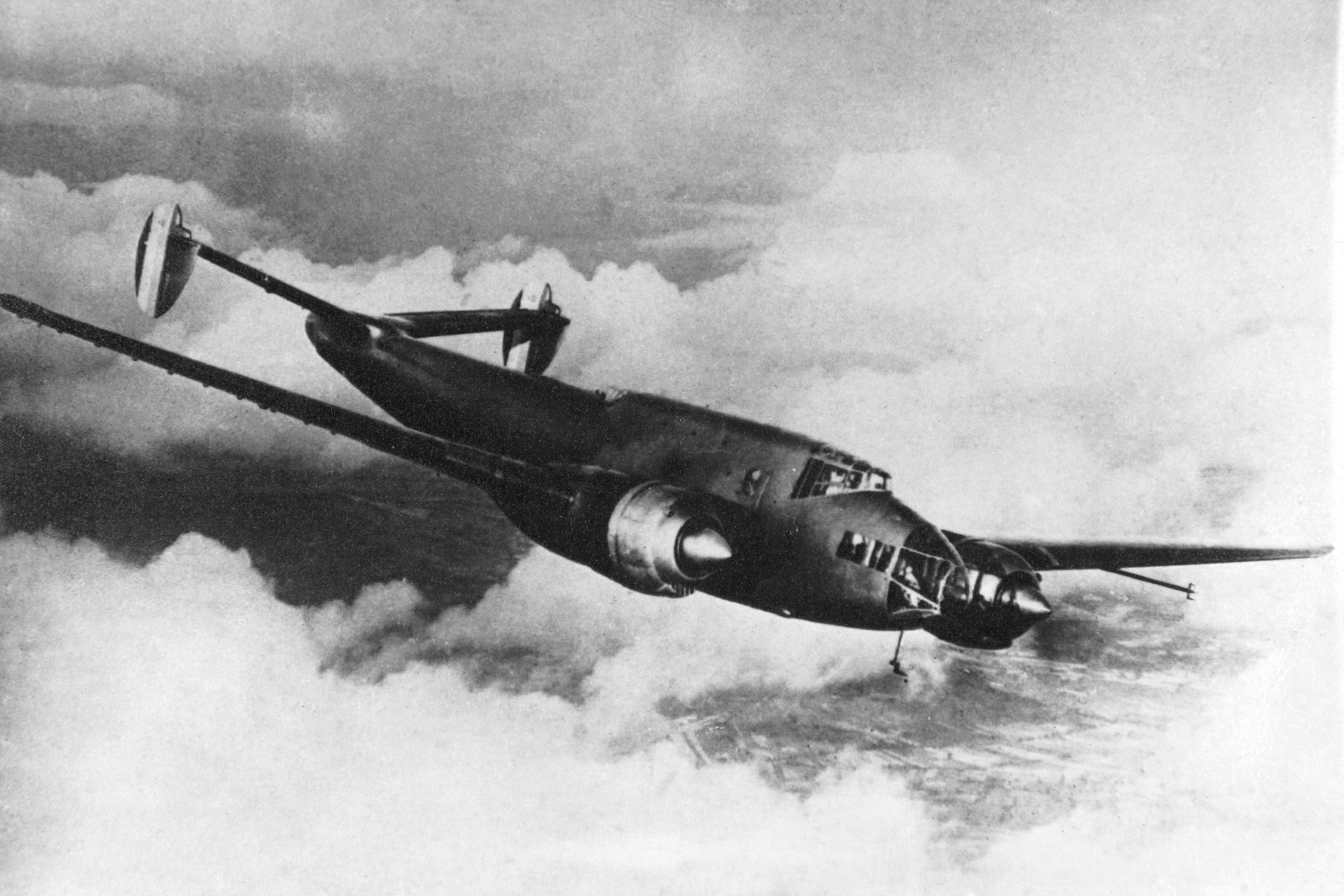
Французький бомбардувальник LeO-451
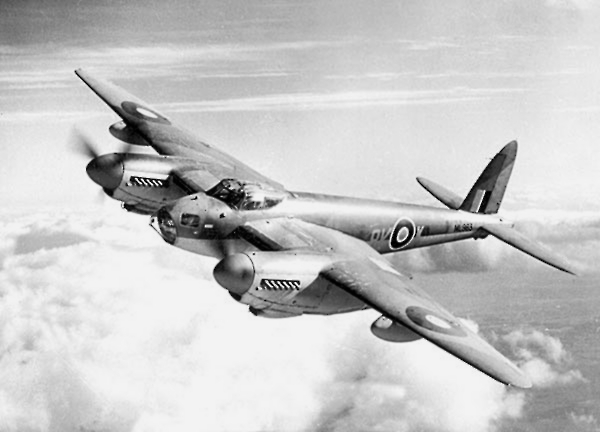
Багатоцільовий суцільнодерев'яний De Havilland Mosquito
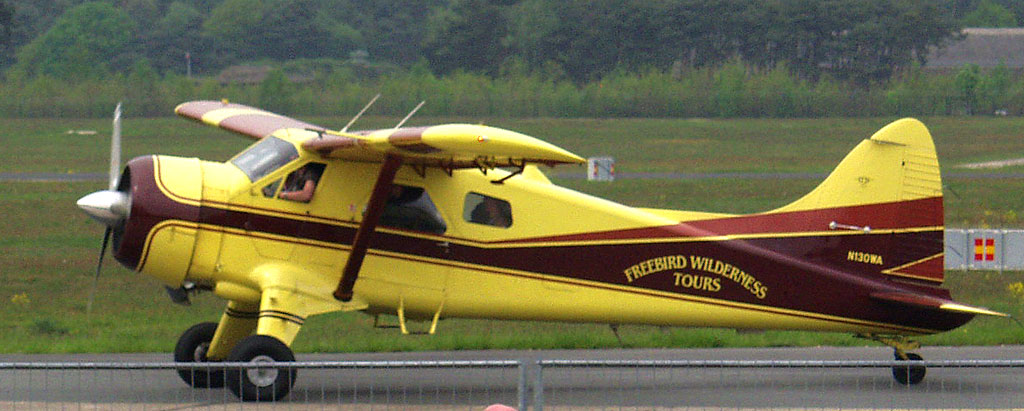
DHC-2 Beaver на колісному шасі
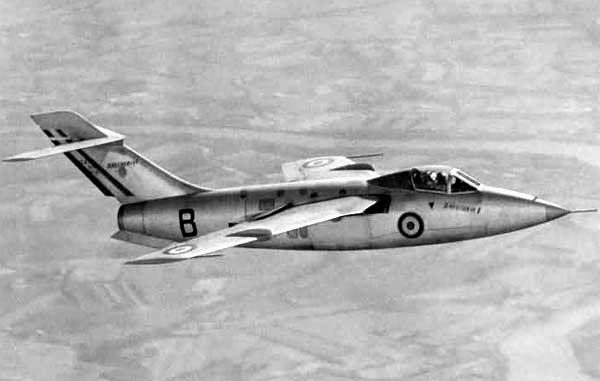
SNCASE SE-5000 Baroudeur
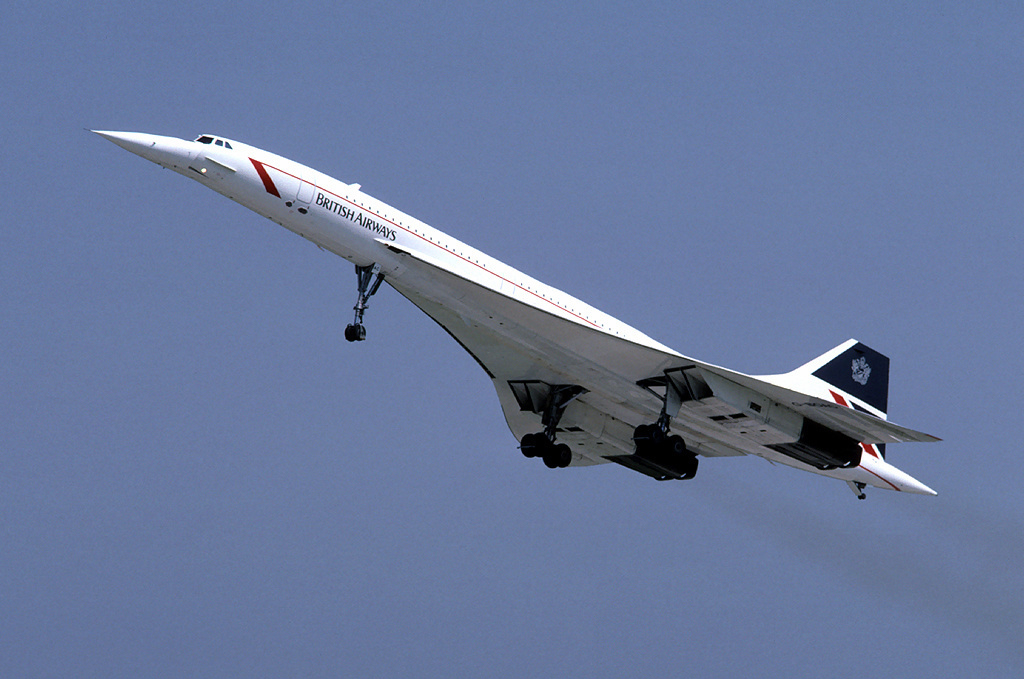
Надзвуковий пасажирський літак Concorde